# Паганина (Верона)
Паганина је насеље у Италији у округу Верона, региону Венето.
Према процени из 2011. у насељу је живело 74 становника. Насеље се налази на надморској висини од 13 м.